# 決戰：怪獸之王
《決戰：怪獸之王》（英語：Monster Island）是一部2019年美國怪獸電視電影，由馬克·阿特金斯（Mark Atkins）執導兼編劇，疯人院影业製作，惡搞自華納兄弟及傳奇影業電影《哥吉拉 II 怪獸之王》（2019年）。劇情講述當怪獸在太平洋甦醒後，人類世界陷入存亡危機，只有一群海地挖掘人員和怪獸專家能夠阻止一切。
《哥吉拉 II 怪獸之王》上映的一個月後，《決戰：怪獸之王》2019年6月1日在Syfy首播。

## 劇情
在紐西蘭北島附近的海域，深海底部挖掘公司富豪比利·福特為了資源派遣無人機潛水艇進行深海挖掘，但在無人機遭到不明原因破壞後，他帶著員工崔麗絲和萊利以及環境局派來的稽查員莎拉·莫瑞搭乘潛水艇前往該處。他們隨後遭到似海星的大海怪「天狗」襲擊，使潛水艇擱淺在天狗的觸角上，海軍霍恩將軍通知空軍攻擊天狗。比利等人的潛水艇最後用計脫困；比利發現海怪的血液是岩漿組成，莎拉認為海怪是以海底火山為食的傳說生物。
比利等人自製一枚無人機炸彈讓天狗將其吞下，體內爆炸的天狗再度浮出海面並產下許多的卵。卵噴散到島嶼四處並孵化成似翼龍的怪獸，這些怪獸口中會噴岩漿且當其一同伴遭到攻擊時，群體都會上前襲來；怪獸們到附近的陶波超級火山覓食。霍恩將軍束手無策，比利等人在聽從莎拉大學講師蕊娜的建議下，打算利用一顆幼獸的岩漿血投入「怪獸島」火山口，藉此殺死怪獸們。萊利在路途中死亡。
之後，被稱為怪獸天敵的「活山」在怪獸島上醒來，同時疑似死亡的天狗也突然長出羽翼，飛過來與活山交戰。比利、莎拉、崔麗絲和蕊娜得知他們的方法有誤，改利用自製的弓箭將幼獸的岩漿血射入活山的眼中，使活山產生爆炸和天狗同歸於盡，最後只留下活山的一顆巨大的卵。意識到世上還有其他怪獸，比利等人打算繼續努力奮戰。

## 演員
- 艾力克·羅勃茲飾演霍恩將軍（General Horne）
- 戶田年治（Toshi Toda）飾演麥克斯韋中尉（Lieutenant Maxwell）
- 亞卓安·布歇（Adrian Bouchet）飾演比利·福特（Billy Ford）
- 娜塔莉·羅比（Natalie Robbie）飾演莎拉·莫瑞（Sarah Murray）
- 克里斯·費雪（Chris Fisher）飾演萊利·詹姆士（Riley James）
- 瑪格特·伍德（Margot Wood）飾演蕊娜·安加羅阿（Rena Hangaroa）
- 唐娜·科馬克（Donna Cormack）飾演崔麗絲·拉蒙（Cherise Ramon）
- 梅根·奧伯霍爾澤（Meghan Oberholzer）飾演蘇珊·麥荷德（Susan Meyerhold）
- 琳賽·沙利文（Lindsay Sullivan）飾演漢森上尉（Captain Hansen）

## 製作
《決戰：怪獸之王》劇本受到地質神話學影響，該理論考察了土著知識、民間故事、歷史和神話，作為遠古時代自然災害的證據。電影完全在南非開普敦取景製作，並以呈現全框鏡頭，便於容納廣闊風景和巨型怪獸的鏡頭。

## 發行
《決戰：怪獸之王》於2019年6月1日在電視首播中播出了兩次。十二天後的6月13日發行DVD。三個月後，9月13日上架SVOD。

## 外部連結
- 《決戰：怪獸之王》 （页面存档备份，存于）的瘋人院影業網站
- 互联网电影数据库（IMDb）上《決戰：怪獸之王》的资料（英文）